# Il mio musical
Il mio musical (My Musical nella versione originale) è il sesto episodio della sesta stagione della serie televisiva statunitense Scrubs - Medici ai primi ferri, trasmesso in prima assoluta sulla NBC il 18 gennaio 2007 nella versione originale, e successivamente, trasmesso doppiato in italiano, il 18 ottobre 2007 su MTV.
L'episodio ha vinto 1 Emmy Award, 1 C.A.S. Award e 1 Golden Reel Award ed è stato candidato ad un C.A.S. Award e ad altri 3 Emmy Award. È stato eletto da TV Guide l'16º migliore episodio di una serie televisiva di sempre.

## Trama
J.D. ed Elliot si trovano nel parco quando sviene una donna. Corsi in soccorso si accorgono che lei sente le persone cantare e ballare, anche se in realtà stanno parlando normalmente. Viene ricoverata in ospedale e lì Cox scopre il reale motivo per cui sente tutti cantare: ha un aneurisma gigantesco nel cervello che se non operato entro breve "esploderà" e di conseguenza ucciderà la donna. Patti, la paziente, acconsente all'intervento. Fortunatamente alla fine di questo si risveglia completamente guarita, senza sentire più nessuno cantare. Elliot intanto ha deciso di trasferirsi in una nuova casa senza J.D. e quest'ultimo ne è rimasto molto rattristato. Carla invece decide di prendersi un anno di ferie per poter rimanere insieme a sua figlia Isabella e la cosa preoccupa non poco Turk.

### Canzoni
- Lo stato è già confusionale. Canzone di apertura dell'episodio in cui Patti sviene nel parco e viene soccorsa da J.D. ed Elliot.
- Benvenuta al Sacro cuore. Canzone che mostra il Sacred Heart Hospital a Patti, nel ballo compaiono tutti i membri dello staff ospedaliero.
- È importante la pupù. Canzone cantata da Turk e J.D. che spiegano a Patti quanto sia importante per i medici analizzare le feci dei pazienti.
- Ci mancherai Carla. Canzone cantata da Todd, Ted, Laverne e Carla, in cui quest'ultima spiega che vuole prendersi un anno di ferie per rimanere con sua figlia.
- Raise. Canzone cantata dal dottor Cox e dall'Inserviente, in cui il primo spiega a J.D. quanto lui sia fastidioso e il secondo spiega sempre a J.D. il motivo dell'odio che nutre nei suoi confronti.
- Opinioni. Canzone cantata da Carla ed Elliot che parlano delle loro future scelte.
- Quando tu saprai. Canzone cantata da tutti i protagonisti della puntata. Contiene anche un mash-up delle precedenti canzoni.
- Amore maschio. Canzone cantata da Turk e J.D. mentre i due spiegano alla paziente quanto siano amici.
- Turk, sono dominicana!. Canzone cantata da Turk e Carla mentre i due litigano perché Turk non ricorda mai il paese natale di Carla.
- Sempre Amici. Canzone cantata da tutto lo staff ospedaliero insieme a Patti prima dell'intervento.
- Finale. Canzone finale sempre cantata da tutto lo staff ospedaliero insieme a Patti che termina nell'istante in cui Patti si addormenta per l'effetto dei gas datole per l'intervento.

## Accoglienza

### Audience
Negli Stati Uniti l'episodio fu originariamente seguito da 6.48 milioni di spettatori e risultò essere l'episodio con l'audience più bassa fino ad allora nella sesta stagione della serie.

### Critica
L'episodio è stato generalmente recensito in maniera positiva dalla critica. Judy Reyes e Donald Faison (che nella serie interpretano rispettivamente Carla e Turk) hanno avuto i principali plausi della critica per la loro bravura nel canto. L'episodio è stato giudicato anche il migliore della serie fino ad allora. Dan Iverson ha recensito l'episodio in maniera estremamente positiva sul sito internet IGN, dando all'episodio un voto di 9.7 su un massimo di 10, definendo così l'episodio "amazing", ovvero "stupefacente".
L'episodio sul sito TV.com detiene un punteggio di 9.0 su 10 e sul sito IMDb un punteggio di 9.1 su 10.

### Premi

#### Vinti
- 1 Emmy Award per Miglior missaggio per una serie comica o drammatica
- 1 Golden Reel Award per Miglior editing sonoro

#### Nomination
- 1 C.A.S. Award per Miglior missaggio sono in una serie televisiva
- 3 Emmy Awards per: Miglior regia per una serie comica (Will MacKenzie), Migliore musical originale, Migliore direzione musicale (Jan Stevens).